# Rhombodera latipronotum
Rhombodera latipronotum är en bönsyrseart som beskrevs av Zhang. Rhombodera latipronotum ingår i släktet Rhombodera och familjen Mantidae. Inga underarter finns listade i Catalogue of Life.